# SK Lokeren Doorslaar
SK Lokeren Doorslaar is een Belgische voetbalclub uit Doorslaar, een gehucht in de Lokerse deelgemeente Eksaarde. De club is aangesloten bij de KBVB met stamnummer 7187 en heeft bordeaux-blauw als clubkleuren. De club ontstond in 2003 uit de fusie van SK Lokeren met SC Doorslaar. De club speelt in de provinciale reeksen.

## Geschiedenis
Sportkring Lokeren en SC Doorslaar speelden in de laagste provinciale reeksen in Oost-Vlaanderen. In 2003 fusioneerde beide clubs uiteindelijk; Doorslaar speelde op dat moment in Derde Provinciale, SK Lokeren in Vierde Provinciale. De naam van de fusieclub werd SK Lokeren Doorslaar.
De fusieclub ging van start in Derde Provinciale en werd in zijn eerste seizoen meteen tweede, en na een succesvolle eindronde promoveerde de club zo in 2004 naar Tweede Provinciale. In 2006 kon men pas na een testwedstrijd het behoud verzekeren; in 2007 degradeerde men echter toch weer.
In het seizoen 2015-2016 eindigde de Lokerse fusieclub zevende in Derde Provinciale. Ze haalden wel de tweede periodetitel en slaagden erin te promoveren naar Tweede Provinciale.
Vanaf september 2016 tot 2020 komt SK Lokeren Doorslaar terug uit in Tweede Provinciale, In 2020 promoveerde de club voor het eerst in zijn bestaan naar 1ste provinciale.

## Resultaten
| Seizoen | Klasse | Klasse | Klasse | Klasse | Klasse | Klasse | Klasse | Klasse | Klasse | Reeks                                                    | Punten                                                   | Opmerkingen                                              |
|         | I      | I      | II     | III    | IV     | P.I    | P.II   | P.III  | P.IV   |                                                          |                                                          |                                                          |
| ------- | ------ | ------ | ------ | ------ | ------ | ------ | ------ | ------ | ------ | -------------------------------------------------------- | -------------------------------------------------------- | -------------------------------------------------------- |
| 2014/15 |        |        |        |        |        |        |        | 6      |        | 3de prov. O-Vl. E                                        | 50                                                       |                                                          |
| 2015/16 |        |        |        |        |        |        |        | 7      |        | 3de prov. O-Vl. E                                        | 45                                                       | Winnaar eindronde voor Promotie                          |
|         | 1A     | 1B     | 1Am    | 2Am    | 3Am    | P.I    | P.II   | P.III  | P.IV   | Vanaf 2016-17 zijn er 3 nationale en 2 regionale niveaus | Vanaf 2016-17 zijn er 3 nationale en 2 regionale niveaus | Vanaf 2016-17 zijn er 3 nationale en 2 regionale niveaus |
| 2016/17 |        |        |        |        |        |        | 11     |        |        | 2de prov. O-Vl. C                                        | 37                                                       |                                                          |
| 2017/18 |        |        |        |        |        |        | 4      |        |        | 2de prov. O-Vl. C                                        | 51                                                       |                                                          |
| 2018/19 |        |        |        |        |        |        | 8      |        |        | 2de prov. O-Vl. C                                        | 38                                                       |                                                          |
| 2019/20 |        |        |        |        |        |        | 2      |        |        | 2de prov. O-Vl. C                                        | 47                                                       | Promotie                                                 |
| 2020/21 |        |        |        |        |        | -      |        |        |        | Eerste prov. O-Vl.                                       | -                                                        | Competitie geschrapt wegens Covid-19                     |
| 2021/22 |        |        |        |        |        | 12     |        |        |        | Eerste prov. O-Vl.                                       | 32                                                       | Degradatie                                               |
| 2022/23 |        |        |        |        |        |        | 1      |        |        | 2de prov. O-Vl. C                                        | 70                                                       |                                                          |
| 2023/24 |        |        |        |        |        | 13     |        |        |        | Eerste prov. O-Vl.                                       | 34                                                       |                                                          |
| 2024/25 |        |        |        |        |        |        | 1      |        |        | 2de prov. O-Vl. C                                        | 68                                                       | Kampioen                                                 |
| 2025/26 |        |        |        |        |        |        |        |        |        | Eerste prov. O.-Vl.                                      |                                                          |                                                          |

## Bekende ex-spelers
- Jelle Van Damme
- Lorca Van De Putte
- Gave van Poucke
- Hans Aabech